# Francesco Cantuti Castelvetri (1726-1777)

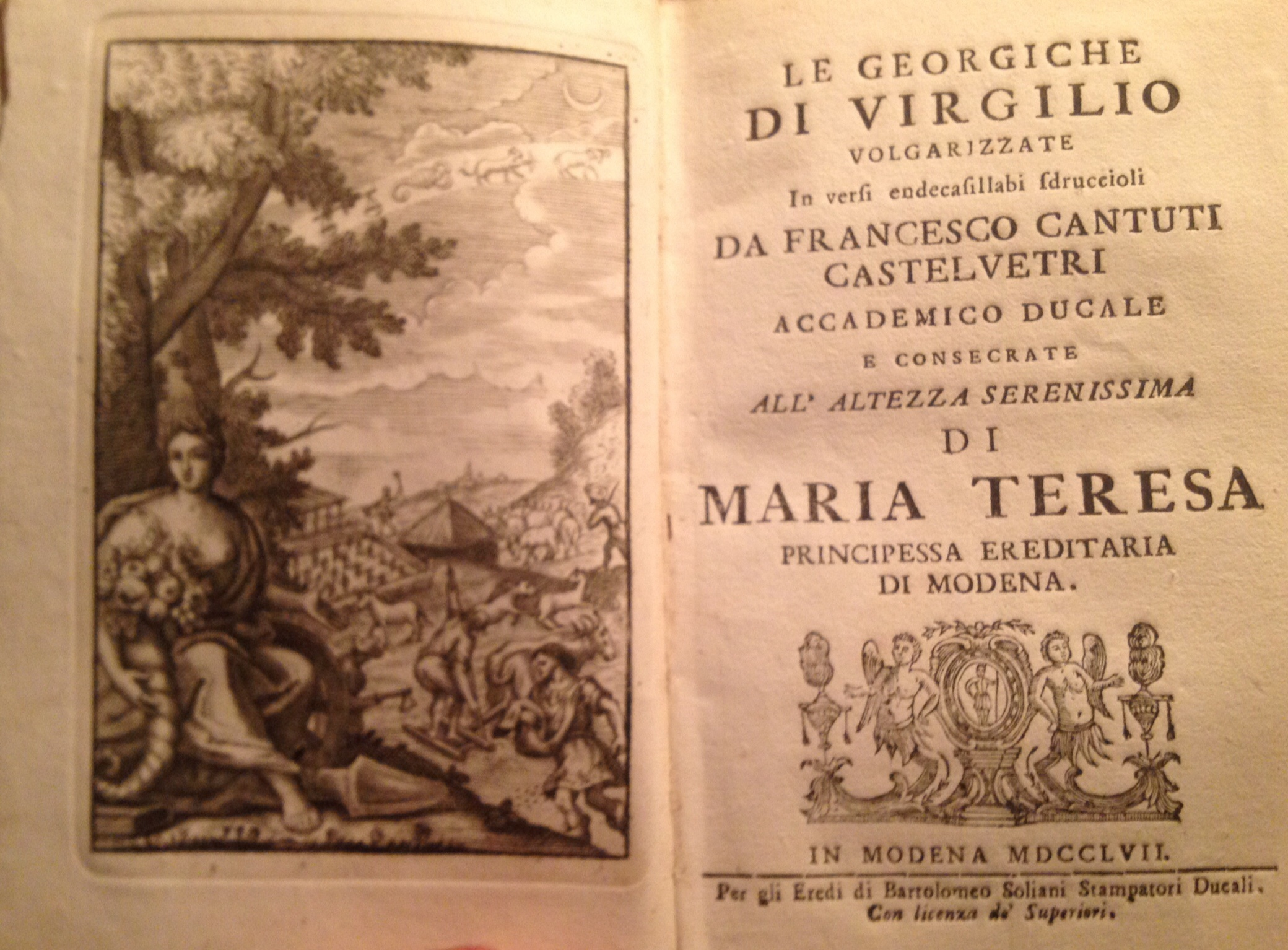
Frontespizio ed antiporta delle Georgiche nell'edizione del Cantuti Castelvetri

Francesco (Gian Francesco) Cantuti Castelvetri, Conte di Ligonchio, Ospitaletto, Canova e Pradelli (Modena, 14 maggio 1726 – Modena, settembre 1777), è stato un poeta e letterato italiano accademico dell'Accademia Ducale di Modena e dell'Accademia di Scienze e Belle Lettere di Mantova.

## Biografia
Il Conte Francesco Cantuti Castelvetri, nacque a Modena il 14 maggio 1726 da Flaminio Cantuti ed Anna dei marchesi Castelvetri, ultima della sua famiglia – casato reso illustre da vari letterati tra i quali: Ludovico Castelvetro, Giacomo Castelvetri e Gian Maria Castelvetro –, della quale pertanto, essendo chiamato alla successione dallo zio: il marchese Bernardo Castelvetri, per volere del Duca di Modena Rinaldo d'Este, ne assunse il cognome.
Egli fu socio dell'Accademia di Scienze e Belle Lettere di Mantova e dell'Accademia Ducale di Modena di cui fu Principe dal 1767 al 1769. Il Tiraboschi nell'opera "Biblioteca Modenese" lo definì "uno dei più colti e dei più leggiadri poeti modenesi" della sua epoca.
Nel 1763 si sposò con Caterina Vecchi, figlia di Luigi, colonnello delle truppe di S.A.S. il Duca di Modena, dalla quale in seguito avrà tre figli: Nestore (nato nel 1764, rettore dell'Università di Bologna), Flaminio ed Isabella. Per celebrare l'evento il marchese Andrea Cortese, principe dell'Accademia Ducale di Modena, dedicò agli sposi un poemetto dal titolo: "Al Signor Francesco Cantuti Castelvetri per le faustissime di lui nozze con la Signora Caterina Vecchj", edito in Modena dagli Eredi di Bartolomeo Soliani.
Della produzione del Cantuti Castelvetri molte opere sono rimaste inedite; tra queste vi sono le egloghe di Virgilio tradotte dal latino in versi endecasillabi sdruccioli. Con la stessa metrica egli tradusse anche le Georgiche di Virgilio, una delle poche sue opere edite – stampata nel 1757 ed illustrata con incisioni dell'artista bolognese Sebastiano Zamboni –, che dedicò all'erudita principessa ereditaria di Modena, Maria Teresa Cybo-Malaspina.
Il Lombardi nella sua storia della letteratura italiana del XVIII secolo ritenne che tale traduzione "confrontata con altre in seguito comparse in luce, se manca in più luoghi di esattezza, le supera poi nella parte poetica, poiché tutti quei tratti, in cui Virgilio non dà precetti, ma fa risuonare l'armoniosa sua cetra, vengono dal Conte Cantuti rivestiti di belle forme e leggonsi con gran piacere". In calce al testo si trova, pubblicata in appendice, una raccolta di sonetti, dedicati all'autore da alcuni membri dell'Accademia Ducale suoi amici.
Il Duca di Modena, Francesco III d'Este, si compiacque di manifestare al Cantuti la sua approvazione con una missiva – datata Milano 20 settembre 1757 – avente il seguente tenore: "Ricevessimo già il Libro trasmessoci dal Cantuti unito al suo foglio; e fu da Noi considerato, e gradito. Continui però Egli ad applicarsi e distinguersi, sicuro di soddisfare ad una delle maggiori premure, che nutriamo riguardo ai Nostri Sudditi, ed a quelli in particolare, che hanno sortito un nascimento non comune; e d'impegnare sempre più le parziali Nostre riflessioni per Lui: con che facciamo fine augurandogli ogni bene."
Tra le opere edite del Cantuti molte sono sparse in Raccolte di vari autori. Un suo componimento si trova, ad esempio, nell'opera: "Per la solenne dedicazione della statua equestre innalzata dal pubblico di Modena all'immortale memoria dell'Altezza Serenissima di Francesco III gloriosamente regnante. Applausi poetici", pubblicata a Modena dagli Eredi Soliani nel 1774.
Con l'intento di darle alle stampe, il Cantuti trascrisse e raccolse in un Codice – un tempo conservato presso la Biblioteca Ducale di Modena –, le Rime dei Poeti modenesi.
Morì nel settembre del 1777.

## Opere
- "Lettera in versi al Marchese Andrea Cortese per le Nozze del Conte Paolo Emilio Campi colla risposta dello stesso Marchese", Modena, Soliani, 1756
- "Egloga per l'Immacolata Concezione di Maria Vergine", Modena, Soliani, 1756 (composta col Canonico Camillo Tori)
- Le Georgiche di Virgilio, volgarizzate in versi endecasillabi sdruccioli e dedicate all'Altezza Serenissima di Maria Teresa Principessa ereditaria di Modena, Modena, Eredi di Bartolomeo Soliani, 1757.
- "Per le esequie solennemente celebrate nella chiesa di S. Domenico di Modena a Sua Altezza Serenissima Carlotta Aglae d'Orleans duchessa di Modena (di sempre grande e gloriosa memoria in versi disciolti)", Modena, Eredi di Bartolomeo Soliani, 1761